# Ludwig Franz Houben

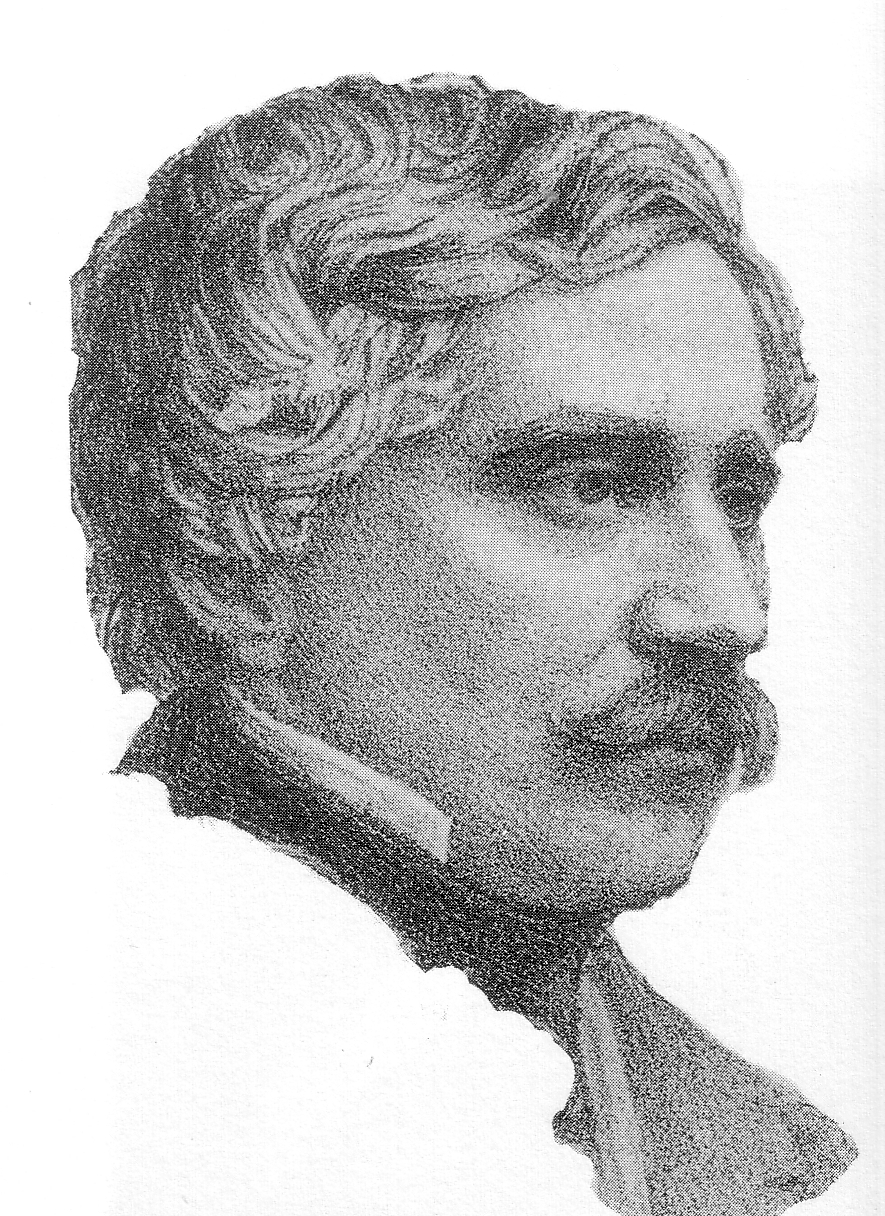
Ludwig Franz Houben, 1849

Ludwig Franz Philipp Houben (* 2. November 1803 in Xanten; † 7. Juni 1884 in Moers) war ein deutscher Jurist und Politiker.

## Leben
Houben, Sohn des Notars und Archäologen Philipp Houben, studierte ab 1820 Rechtswissenschaften in Göttingen und Bonn. 1820 wurde er Mitglied des Corps Guestphalia Göttingen, 1822 der Guestphalia Bonn. Nach Beendigung seiner Studien war er Oberlandesgerichtsreferendar. 1829 wurde er Notar in Goch. 1832 ließ er sich in Moers nieder. Später erhielt er den Titel eines Justizrats. Houben verfasste auch juristische Schriften.
Vom 8. Januar 1849 bis 19. Mai 1849 war er fraktionsloses Mitglied der Frankfurter Nationalversammlung als Nachfolger von Everhard von Mylius. Houben wählte Friedrich Wilhelm IV. zum Kaiser der Deutschen.

## Werke
- Betrachtungen über das rheinische Hypothekengesetz veranlaßt durch den Entwurf eines neuen Hypothekengesetzes (Köln 1863)